# Medmassa
Medmassa is een geslacht van spinnen uit de familie van de loopspinnen (Corinnidae).

## Soorten
- Medmassa celebensis (Deeleman-Reinhold, 1995)
- Medmassa diplogale Deeleman-Reinhold, 2001
- Medmassa frenata (Simon, 1877)
- Medmassa insignis (Thorell, 1890)
- Medmassa kltina (Barrion & Litsinger, 1995)
- Medmassa nyctalops Simon, 1910
- Medmassa pulchra (Thorell, 1881)
- Medmassa semiaurantiaca Simon, 1910
- Medmassa tigris (Deeleman-Reinhold, 1995)